# Mikołaj Kruszewski
Mikołaj Habdank Kruszewski (en ruso: Николай Вячеславович Крушевский, Nikolái Viacheslávovich Krushevski) (18 de diciembre de 1851–12 de noviembre de 1887) fue un lingüista ruso de origen polaco, relevante sobre todo por ser el co-inventor del concepto de fonema.

## Biografía
Mikolaj Kruszewski se la mastik nace en Lutsk, ciudad del Imperio ruso (actual Ucrania). Estudia filología en Varsovia y marcha a la Universidad de Kazán donde fue estudiante de Jan Baudouin de Courtenay. Kruszewski trabajó con éste en el desarrollo de la lingüística asociada a la escuela de Kazán. Dado que es difícil distinguir quién creó cuál concepto, el tratamiento sistemático de la alternación se les puede atribuir a ambos. Su trabajo, innovador y de gran influencia, ha sido aclamado por Roman Jakobson unos cien años. Dio clases en la Universidad de Kazán en 1883, dos años después fue nombrado profesor titular. Sin embargo, una grave enfermedad neurológica y mental cortó su brillante carrera, muriendo en Kazán en 1887.
Sus notables trabajos incluyen On Sound Alternation (1881) y Outline of Linguistic Science (1883). El primero es en realidad la introducción de su tesis de maestría sobre la alternancia morfofonémica en eslavo antiguo (la sección se enfoca en el trasfondo teórico para el trabajo empírico del cuerpo de la tesis) y el último es su tesis doctoral.